# IBANコード

IBANコードの適用国

IBANコード（英語: International Bank Account Number）とは、銀行口座について、所在国、支店、口座番号を特定するための国際標準である。欧州銀行規格委員会により採択された後、ISO 13616:1997として規格化され、ISO 13616:2003が最新の版である。2008年1月現在では欧州を中心とする約41か国で使用されている。IBANの登録機関は国際銀行間通信協会(SWIFT)であり、登録簿の内容はSWIFTのウェブサイトで確認できる。
国によって銀行口座番号の規格が異なるため、国際送金には国内送金と比較して困難が多い。IBANは欧州連合内での国際送金を円滑化するため開発された規格であり、IBAN採用国間での送金においてはIBANコードが使用される。日本などからIBAN採用国あてに送金する際にもIBANコードおよびBICコードが必須となることが多いので、前もって受取人にこれらのコードを確認する必要がある。なお、国内送金では従来の口座番号をそのまま使用している国もある。

## 構造
IBANは、最大34文字のアルファベット・数字からなる。最初の2文字はISO 3166-1 アルファベット2文字国名コードであり、次の2文字はチェックディジットである（以下の例ではkkとして示す）。その後の部分（最大30文字）は国内の銀行口座番号であり、BBAN（Basic Bank Account Number）と呼ばれる。BBANの書式は国によって異なるが、その文字数は国ごとに決められている。
| 左端2文字  | 左端から3文字目及び4文字目 | 左端から5文字目以降 |
| ---------- | -------------------------- | ------------------- |
| 国名コード | チェックデジット           | BBAN                |
IBANは電子的に記録する際は空白を含まないが、印刷時には4文字ごとに空白で区切られることが通例である（最後の部分は4文字未満となることもある）。

## 例
- アンドラ (24文字) 書式: ADkk BBBB SSSS CCCC CCCC CCCC

B = 銀行コード, S = ソートコード, C = 口座番号
- オーストリア (20) 書式: ATkk BBBB BCCC CCCC CCCC

B = 銀行コード, C = 口座番号
- ベルギー (16) 書式: BEkk BBBC CCCC CCCC

B = 銀行コード, C = 口座番号
- ボスニア・ヘルツェゴビナ (20) 書式: BAkk BBBS SSCC CCCC CCKK

B = 銀行コード, S = ソートコード, C = 口座番号, K = チェックディジット
- ブルガリア (22) 書式 BGkk BBBB SSSS DDCC CCCC CC

B = 銀行コード（英数字、BICコードの先頭4文字）, S = 支店番号, D = 口座種別（数字）, C = 口座番号（英数字）。2006年6月5日導入。
- クロアチア (21) 書式: HRkk BBBB BBBC CCCC CCCC C

B = 銀行コード, C = 口座番号
- キプロス (28) 書式: CYkk BBBS SSSS CCCC CCCC CCCC CCCC

B = 銀行コード, S = ソートコード, C = 口座番号
- チェコ (24) 書式: CZkk BBBB CCCC CCCC CCCC CCCC

B = 銀行コード, C = 口座番号
- デンマーク (18) 書式: DKkk BBBB CCCC CCCC CC

B = 銀行番号, C = 口座番号
- エストニア (20) 書式: EEkk BBBB CCCC CCCC CCCK

B = 銀行コード, C = 口座番号, K = チェックディジット
- フェロー諸島 (18) 書式: FOkk CCCC CCCC CCCC CC

国名コードを除きデンマークと同じ。
- フィンランド (18) 書式: FIkk BBBB BBCC CCCC CK

B = 銀行コード、支店番号、口座種別, C = 口座番号, K = 国内の付番方式によるチェックディジット
- フランス (27) 書式: FRkk BBBB BGGG GGCC CCCC CCCC CKK

B = 銀行コード, G = 支店コード, C = 口座番号
- ドイツ (22) 書式: DEkk BBBB BBBB CCCC CCCC CC

B = ソートコード (Bankleitzahl/BLZ), C = 口座番号
- ジブラルタル (23) 書式: GIkk BBBB CCCC CCCC CCCC CCC

B = BICコードの先頭の部分, C = 口座番号
- ギリシャ (27) 書式: GRkk BBB BBBB CCCC CCCC CCCC CCCC

B = 銀行コード・支店番号, C = 口座番号
- グリーンランド (18) 書式: GLkk CCCC CCCC CCCC CC

国名コードを除きデンマークと同じ。
- ハンガリー (28) 書式: HUkk BBBB BBBC CCCC CCCC CCCC CCCC

B = 銀行コード, C = 口座番号
- アイスランド (26) 書式: ISkk BBBB CCCC CCCC XXXX XXXX XX

B = 銀行コード, C = 口座識別子, X = 統計局から発行された名義人のID番号
- アイルランド (22) 書式: IEkk AAAA BBBB BBCC CCCC CC

A = 銀行コード（英数字、BICコードの先頭4文字）, B = ソートコード（数字）, C = 口座コード（数字）
- イスラエル (23) 書式: ILkk BBB NNN CCCCCCCCCCCCC

kk = コントロールコード（数字）, B = 銀行コード（数字）, N = 支店番号（数字）, C = 口座番号（通常、先頭6桁はすべてゼロであり、その後に7桁の番号が続く。なお最近、口座番号を6桁から7桁に拡張した銀行があり、これらについては、7桁の番号を使用する方が望ましい）
- イタリア (27) 書式: ITkk ABBB BBCC CCCX XXXX XXXX XXX

先頭11文字の英数字は銀行を表す。A = CIN, B = ABI(銀行コード), C = CAB(支店番号), X = 口座番号
- ラトビア (21) 書式: LVkk BBBB CCCC CCCC CCCC C

B = BICコード、C = 口座番号（英数字）
- リヒテンシュタイン (21) 書式: LIkk BBBB BCCC CCCC CCCC C

国名コードを除きスイスと同じ。
- リトアニア (20) 書式: LTkk BBBB BCCC CCCC CCCC

B = 銀行コード, C = 口座番号
- ルクセンブルク (20) 書式: LUkk BBBC CCCC CCCC CCCC

B = 銀行コード, C = 口座番号
- マケドニア共和国 (19) 書式: MKkk BBBC CCCC CCCC CKK

B = 銀行コード, C = 口座番号, K = チェックディジット
- マルタ (31) 書式: MTkk BBBB SSSS SCCC CCCC CCCC CCCC CCC

B = BICコードの先頭部分, S = ソートコード, C = 口座番号
- モナコ (27) 書式: MCkk BBBB BGGG GGCC CCCC CCCC CKK

国名コードを除きフランスと同じ。
- モンテネグロ (22) 書式: MEkk BBBC CCCC CCCC CCCC KK

kk = IBAN数字, B = 銀行コード, C = 口座番号, KK = チェックディジット
- モロッコ (24) 書式: MAkk BBBA AACC CCCC CCCC CCKK

BBB = 銀行コード, AAA = 地域コード, C = 口座番号, KK = 「キー」
- オランダ (18) 書式: NLkk BBBB CCCC CCCC CC

B = 銀行コード（英数字）, C = 口座番号（数字）
- ノルウェー (15) 書式: NOkk BBBB CC CCCCC

B = 銀行コード（英数字）, C = 口座番号（数字）
- ポーランド (28) 書式: PLkk BBBB BBBk CCCC CCCC CCCC CCCC

B = 銀行コード（ソートコードを含む）, C = 口座番号, k = チェックディジット, いずれも数字のみ。銀行コードの直後のkは国内の付番方式によるチェックディジット。
- ポルトガル (25) 書式: PTkk BBBB BBBB CCCC CCCC CCCK K

B = 銀行コード（前半4桁は銀行を識別し、後半4桁は支店を識別する。銀行によっては後半4桁は「0000」となる）, C = 口座番号, K = チェックディジット。ポルトガルのBBANはIBANと同一のチェックサムを用いるため、ポルトガルのIBANコードの先頭4桁は常にPT50であり、残りの21桁はBBAN（NIB, Número de Identificação Bancária）となる。
- ルーマニア (24) 書式: ROkk BBBB CCCC CCCC CCCC CCCC

B = 銀行コード, C = 支店番号・口座番号（銀行によってはISO 4217通貨コードを含むことがある）
- サンマリノ (27) 書式: SMkk ABBB BBCC CCCX XXXX XXXX XXX

国名コードを除きイタリアと同じ。
- セルビア (22) 書式: RSkk BBBC CCCC CCCC CCCC CC

B = 銀行コード, C = 口座番号
- スロバキア (24) 書式: SKkk BBBB CCCC CCCC CCCC CCCC

B = 銀行コード, C = 口座番号
- スロベニア (19) 書式: SIkk BB BBB CCCCCCCC KK

B = 銀行コード（支店番号を含む）, C = 口座番号。末尾のKKはチェックディジット。IBANチェックディジット（kk）は56に固定。
- スペイン (24) 書式: ESkk BBBB GGGG KKCC CCCC CCCC

B = 銀行コード, G = 支店番号, K = チェックディジット, C = 口座番号
- スウェーデン (24) 書式: SEkk BBBB CCCC CCCC CCCC CCCC

B = 銀行コード, C = 口座番号
- スイス (21) 書式: CHkk BBBB BCCC CCCC CCCC C

B = 銀行コード, C = 口座番号
- チュニジア (24) 書式: TNkk BBBB BCCC CCCC CCCC CCCC

B = 銀行コード, C = 口座番号
- トルコ (26) 書式: TRkk BBBB BRCC CCCC CCCC CCCC CC

B = 銀行コード（数字）, Rは予約桁で0に固定, C = 支店・口座番号。2005年9月1日導入。
- イギリス (22) 書式: GBkk BBBB SSSS SSCC CCCC CC

B = 銀行コード（英字）, S = ソートコード, C = 口座番号